# Ayencourt
Ayencourt és un municipi francès situat al departament del Somme i a la regió dels Alts de França. L'any 2007 tenia 179 habitants.

## Demografia

### Població

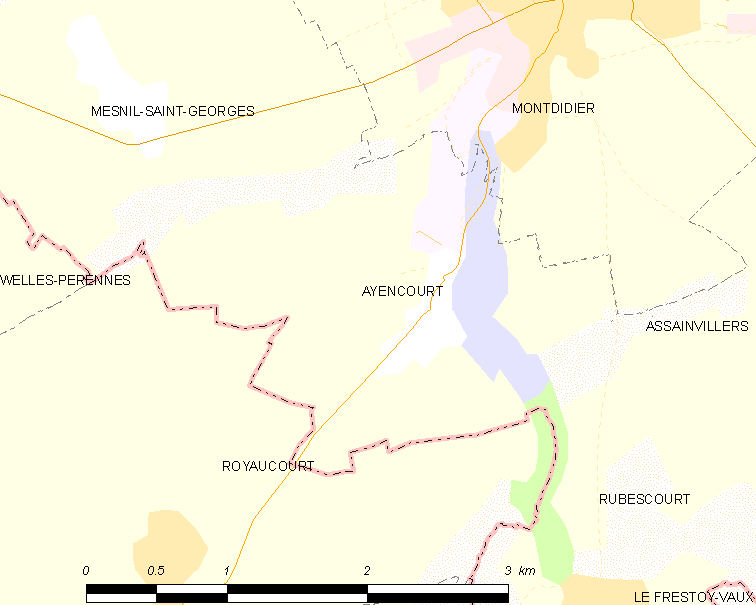

El 2007 la població de fet d'Ayencourt era de 179 persones. Hi havia 68 famílies de les quals 20 eren unipersonals (12 homes vivint sols i 8 dones vivint soles), 16 parelles sense fills, 28 parelles amb fills i 4 famílies monoparentals amb fills.
La població ha evolucionat segons el següent gràfic:
Habitants censats

### Habitatges
El 2007 hi havia 71 habitatges, 68 eren l'habitatge principal de la família, 2 eren segones residències i 1 estava desocupat. Tots els 65 habitatges eren cases. Dels 68 habitatges principals, 53 estaven ocupats pels seus propietaris, 8 estaven llogats i ocupats pels llogaters i 7 estaven cedits a títol gratuït; 2 tenien una cambra, 3 en tenien dues, 10 en tenien tres, 19 en tenien quatre i 34 en tenien cinc o més. 58 habitatges disposaven pel capbaix d'una plaça de pàrquing. A 34 habitatges hi havia un automòbil i a 31 n'hi havia dos o més.

### Piràmide de població
La piràmide de població per edats i sexe el 2009 era:
| Homes | Edats   | Dones |
| ----- | ------- | ----- |
| 0     | 95 o +  | 0     |
| 0     | 90 a 94 | 4     |
| 0     | 85 a 89 | 0     |
| 0     | 80 a 84 | 0     |
| 4     | 75 a 79 | 0     |
| 0     | 70 a 74 | 4     |
| 0     | 65 a 69 | 4     |
| 12    | 60 a 64 | 4     |
| 4     | 55 a 59 | 8     |
| 12    | 50 a 54 | 12    |
| 0     | 45 a 49 | 4     |
| 8     | 40 a 44 | 0     |
| 4     | 35 a 39 | 8     |
| 4     | 30 a 34 | 8     |
| 4     | 25 a 29 | 4     |
| 8     | 20 a 24 | 0     |
| 0     | 15 a 19 | 0     |
| 4     | 10 a 14 | 0     |
| 0     | 5 a 9   | 0     |
| 0     | 0 a 4   | 12    |

## Economia

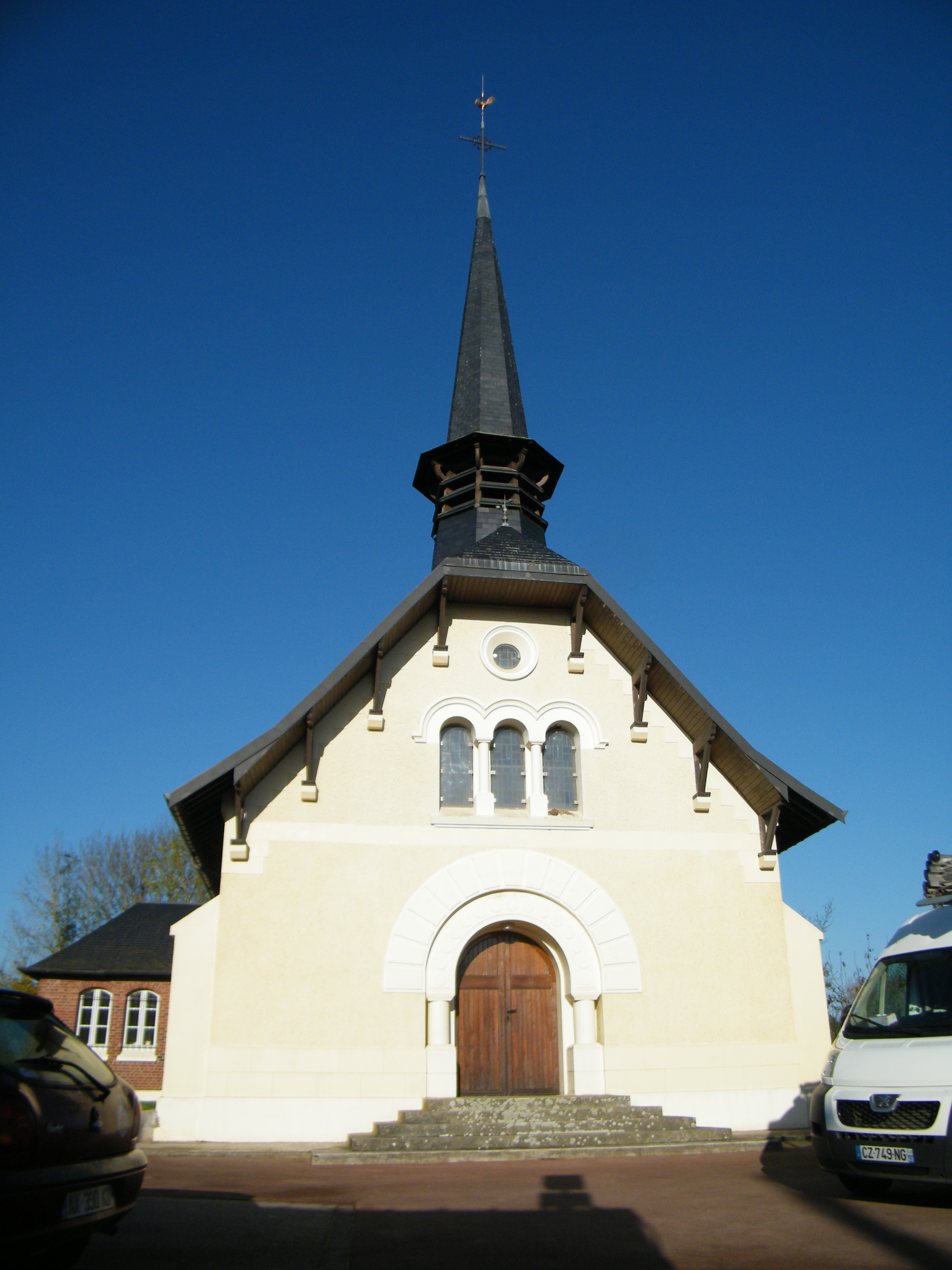

El 2007 la població en edat de treballar era de 120 persones, 84 eren actives i 36 eren inactives. De les 84 persones actives 75 estaven ocupades (40 homes i 35 dones) i 9 estaven aturades (5 homes i 4 dones). De les 36 persones inactives 10 estaven jubilades, 15 estaven estudiant i 11 estaven classificades com a «altres inactius».

### Ingressos

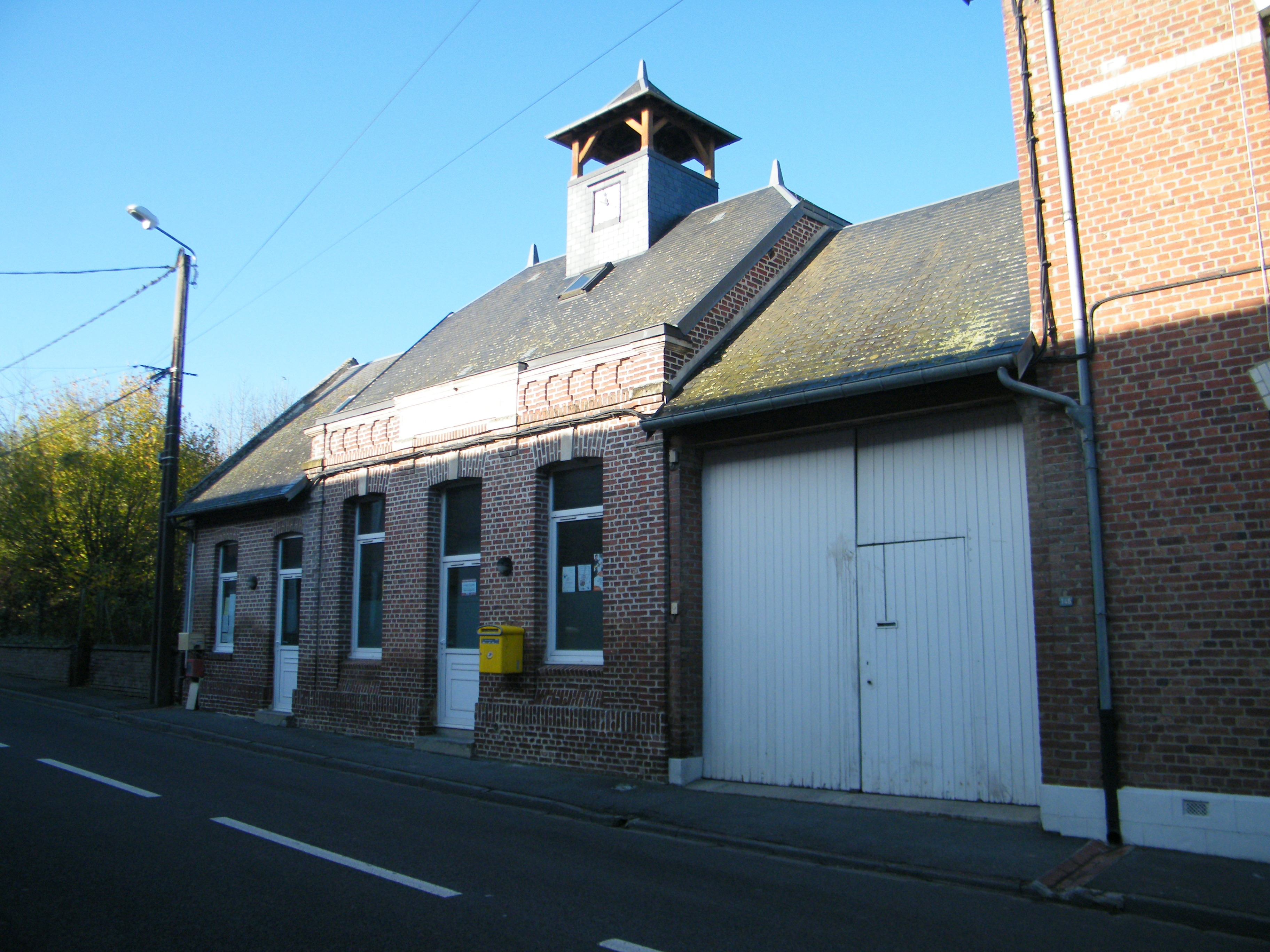

El 2009 a Ayencourt hi havia 62 unitats fiscals que integraven 161 persones, la mediana anual d'ingressos fiscals per persona era de 17.856 €.

### Activitats econòmiques
L'únic establiment que hi havia el 2007 era d'una empresa d'hostatgeria i restauració.

## Poblacions properes
El següent diagrama mostra les poblacions més properes.